# Полилло (остров)
Эта статья — об острове. О городе, на нём расположенном, см. ст. Полилло (Кесон).

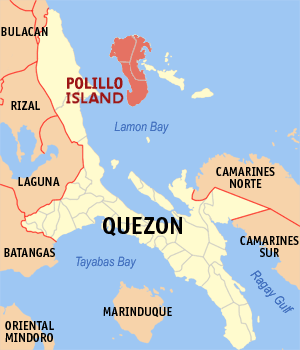
Остров Полилло на карте провинции Кесон

Полилло (англ. Polillo Island) — остров на северо-востоке Филиппин в составе архипелага Лусон в бухте Ламон (Филиппинское море). Административно относится к провинции Кесон. 19-й по площади остров страны и 438-й по этому показателю в мире.

## География, описание
Остров имеет условно прямоугольную форму, вытянут с севера на юг на 48 километров, максимальная ширина (в северной части) достигает 26 километров, минимальная ширина (в центральной части) — 10 километров, площадь — 628,9 км² (19-й по величине островов страны, которая состоит из более чем 7100 островов). Высшая точка расположена на высоте 327 метров над уровнем моря. В 19 километрах к западу от Полилло расположен остров Лусон — самый крупный остров страны; чуть восточнее Полилло находятся небольшие острова Калонгкооан, Паласан, Тингтингонг и Кабалва.
Название острова произошло от китайского Пу Ли Лу, что переводится как «Остров, где много еды».
На Полилло расположены три городка: на северо-западе — Панукулан (13 546 жителей), в центре — Бурдеос (26 760) и на юге — Полилло (30 582). Данные о численности их населения являются оценкой на 2015 год, по переписи же 2010 года население всего острова составляло 64 802 человека.
На Полилло живут несколько редких видов животных, встречающиеся только здесь или на соседних островах, например, лусонский кровавогрудый куриный голубь, варан Грея.